# Machaerota mindanaensis
Machaerota mindanaensis är en insektsart som först beskrevs av Baker 1927.  Machaerota mindanaensis ingår i släktet Machaerota och familjen Machaerotidae. Inga underarter finns listade i Catalogue of Life.